# Шарай, Станислав Геннадьевич
Станисла́в Генна́дьевич Шара́й (укр. Станіслав Геннадійович Шарай; род. 25 мая 1997, Ромны, Сумская область) — украинский футболист, полузащитник сумской «Виктории».

## Биография
Родился 25 мая 1997 в Ромнах. Футбольный путь начал в 6-летнем возрасте в местной ДЮСШ, первый тренер — Джур Анатолий Петрович. В 2011 году перешел в «Княжу» (Счастливое), в футболке которой до 2014 года выступал в ДЮФЛУ. В 2015 году выступал за юниорскую сборную Киевской области. Летом того же года заключил договор с «Олимпиком», но в составе донецкого клуба выступал в юношеском чемпионате Украины, где стал серебряным призером выше указанного турнира. Также выступал за молодежную команду «олимпийцев».
В июле 2017 года отправился в полугодовую аренду в «Авангард», но за команду дебютировать не успел. В начале февраля 2018 года вместе с братом снова отправился в аренду в краматорский клуб. В футболке «Авангарда» дебютировал 2 апреля 2018 в победном (3:1) домашнем поединке 25-го тура Первой лиги Украины против зорянских «Балкан». Станислав вышел на поле на 90-й минуте, заменив Егора Клименчука. Весной 2018 сыграл 9 матчей в Первой лиге Украины.
В июле 2018 года перешел в аренду в «Сумы». В футболке «горожан» дебютировал 28 июля 2018 в победном (3:1) домашнем поединке 2-го тура Первой лиги Украины против кропивницкой «Звезды». Станислав вышел на поле в стартовом составе, а на 46-й минуте его заменил Артём Козлов. Выходил на поле в 4-х поединках, но ни один из них не сыграл полностью. После завершения аренды вернулся в «Олимпик».
В начале апреля 2019 года расторг контракт с донецким клубом и присоединился к «Альянсу», который в то время выступал в любительском чемпионате Украины (10 матчей, 3 гола). На профессиональном уровне дебютировал за долинский клуб 3 августа 2019 года в ничейном (1:1) домашнем поединке 2-го тура группы Б Второй лиги Украины против новокаховской «Энергии». Шарай вышел на поле на 63-й минуте, заменив Вячеслава Поднебенного. Дебютными голами за Альянс отличился на 40-й и 52-й минуте победного (4:1) выездного поединка 6-го тура Второй лиги против краматорского «Авангарда-2». Станислав вышел на поле на 74-й минуте, заменив Артема Шпирёнка. По итогам сезона 2019/20 годов «Альянс» занял 3-е место в группе Б Второй лиги и повысился в классе. Дебютными голами в Первой лиге Украины отличился 20 марта 2021 на 8-й и 47-й минутах победного (4:0) домашнего поединка 17-го тура против тернопольской «Нивы». Шарай вышел на поле в стартовом составе, а на 62-й минуте его заменил Александр Лебеденко.
Покинул «Альянс» в июле 2022 года вместе со своим братом Владиславом присоединившись к клубу УПЛ — ровенскому «Вересу».

## Семья
Брат-близнец Владислав также профессиональный футболист